# Capra aegagrus
L'egagro (Capra aegragrus, Erxleben, 1777) è una specie di capra selvatica diffusa in Asia centrale: molti naturalisti concordano nell'affermare che quest'animale possa essere considerato il progenitore della capra domestica.

## Distribuzione
L'egagro è diffuso su una vasta area dell'Asia centrale e occidentale. S'incontra nella parte meridionale del Caucaso, nell'Armenia, nella Persia, dove ama le cime delle montagne, mentre la vicinanza delle nevi e quella dei ghiacciai gli piacciono come allo stambecco alpino.

## Sottospecie
Considerando il vasto areale occupato da questo animale, è più che comprensibile che i caratteri della specie non siano uniformi ovunque, ma vi siano alcune sottospecie;
- Capra aegagrus aegagrus (Capra del Bezoar)
- Capra aegagrus blythi (stambecco dei Sindh)
- Capra aegagrus chialtanensis (stambecco del Chialtan)
- Capra aegagrus pictus
- Capra aegagrus turcmenica (stambecco barbuto)

A queste sottospecie, alcuni autori aggiungono la capra domestica, con le sue varianti rinselvatichite, discendente sicura di questi animali ma spesso classificata come specie a sé stante (Capra hircus sin. Capra aegagrus hircus), un po' come il cane domestico viene classificato come sottospecie differente rispetto al suo progenitore, il lupo.

## Dimensioni e aspetto
L'egagro è assai più grosso della capra domestica, sebbene sia più piccolo dello stambecco alpino. La lunghezza di un maschio adulto è di circa 1,50 metri, quella della coda 20 centimetri, 90 centimetri l'altezza al garrese, e 2 centimetri di più alla groppa. La femmina è leggermente più piccola.

### Il corpo

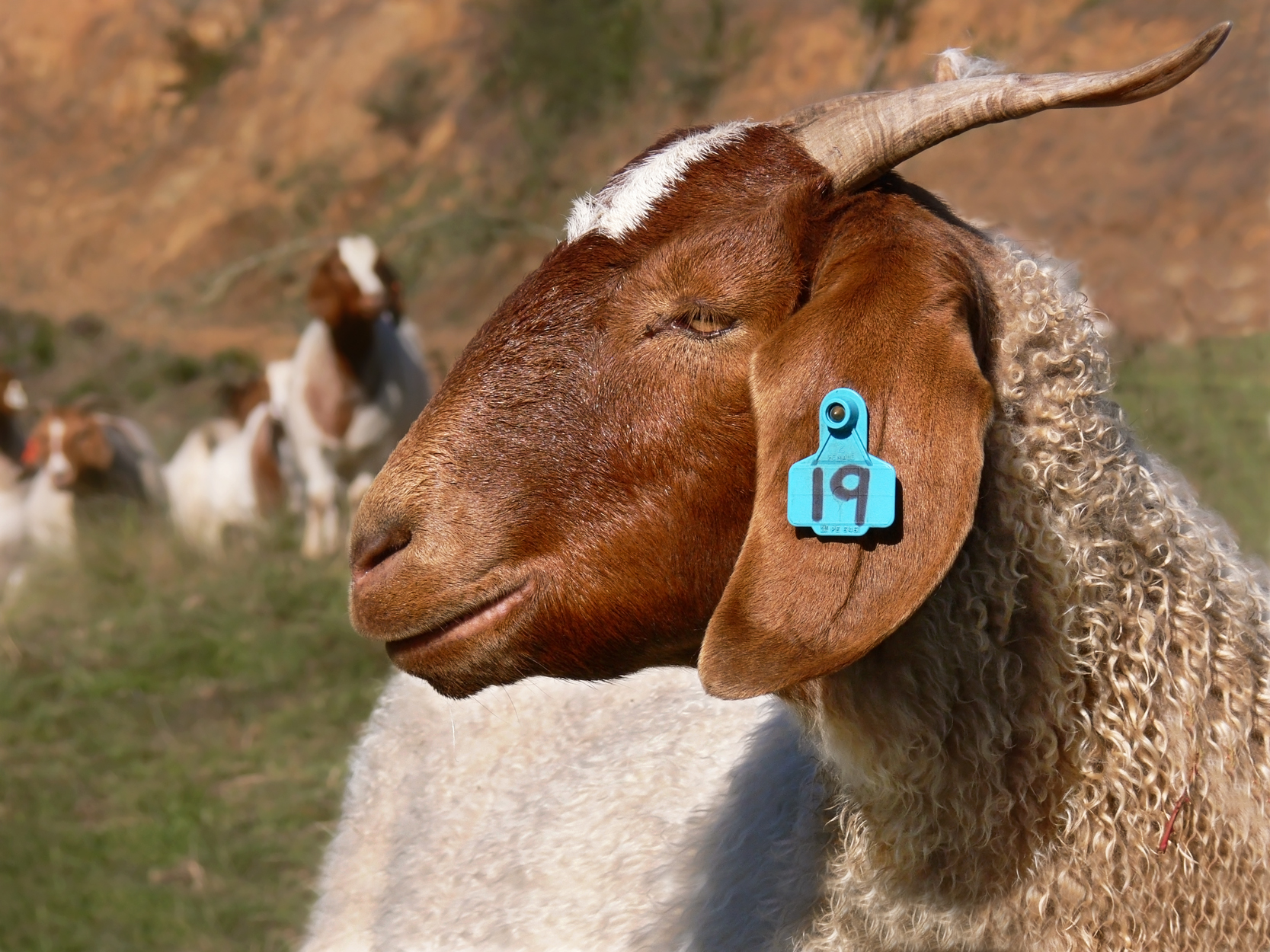
Un esemplare femmina di egagro ad Ensay, nello stato di Victoria, Australia.

Il corpo è piuttosto allungato, il dorso a spigolo, il collo di media larghezza, breve la testa, ottuso il muso, larga la fronte, pressoché diritto il naso. Le zampe sono relativamente alte e robuste, gli zoccoli terminanti in punte ottuse. La coda breve è adorna di peli lunghi e folti.
Nella testa colpisce la piccolezza degli occhi rispetto al resto; le orecchie sono di media lunghezza.

### Le corna
Le corna del maschio sono lunghissime e robuste; già negli individui giovani misurano 60 centimetri, e in quelli vecchi oltrepassano sovente un metro. Formano, ad iniziare dalla radice, un arco molto pronunciato, semplice ed uniformemente curvo all'indietro, che descrive un semicerchio nei maschi adulti. Alla base, si accostano strettamente, poi s'incurvano sino quasi a metà, dirigendosi gradatamente all'infuori, quindi tornano verso la punta ad incurvarsi in avanti e all'indietro, cosicché alla punta si incastrano da 13 a 15 centimetri più che non nel mezzo, dove la distanza fra essi è da 30 a 40 centimetri. 

Il corno destro ha la punta debolmente rivolta a destra, quello sinistro a sinistra. Sono d'ambo i lati compressi ed a spigoli dietro e davanti, ma sulla parte esterna sono arrotondati e convessi. I nodi o rigonfiamenti trasversali sono in numero di dieci o dodici negli individui vecchi; inoltre, le corna sono coperte da numerose pieghe trasversali.

### Il manto
Il pelame è fatto di una lanugine nera, di media finezza, e di setole lunghe, ruvide, lisce ed aderenti. I due sessi hanno un folto e lungo pizzo. Il colore è bigio-rossiccio-bruno o bruno-giallo-rugginoso, e si fa più chiaro sui lati del collo e sul ventre: il petto e le parti inferiori del collo sono bruno-neri; bianchi il ventre e le parti interne e posteriori delle cosce. Una striscia longitudinale ben delimitata, bruno-nera, che si va restringendo dall'avanti all'indietro, scorre lungo la linea dorsale sino alla coda. Dietro le zampe anteriori comincia una striscia analoga, che divide la parte superiore da quella inferiore. Le zampe anteriori sono, davanti e lateralmente, bruno-nere fasciate di bianco come quelle posteriori al di sopra del dorso. La testa è sui lati bigio-rossiccio-nera, bruna sulla fronte, bruno-fosca davanti agli occhi ed alla radice del naso, come il mento e il pizzo.

## Comportamento

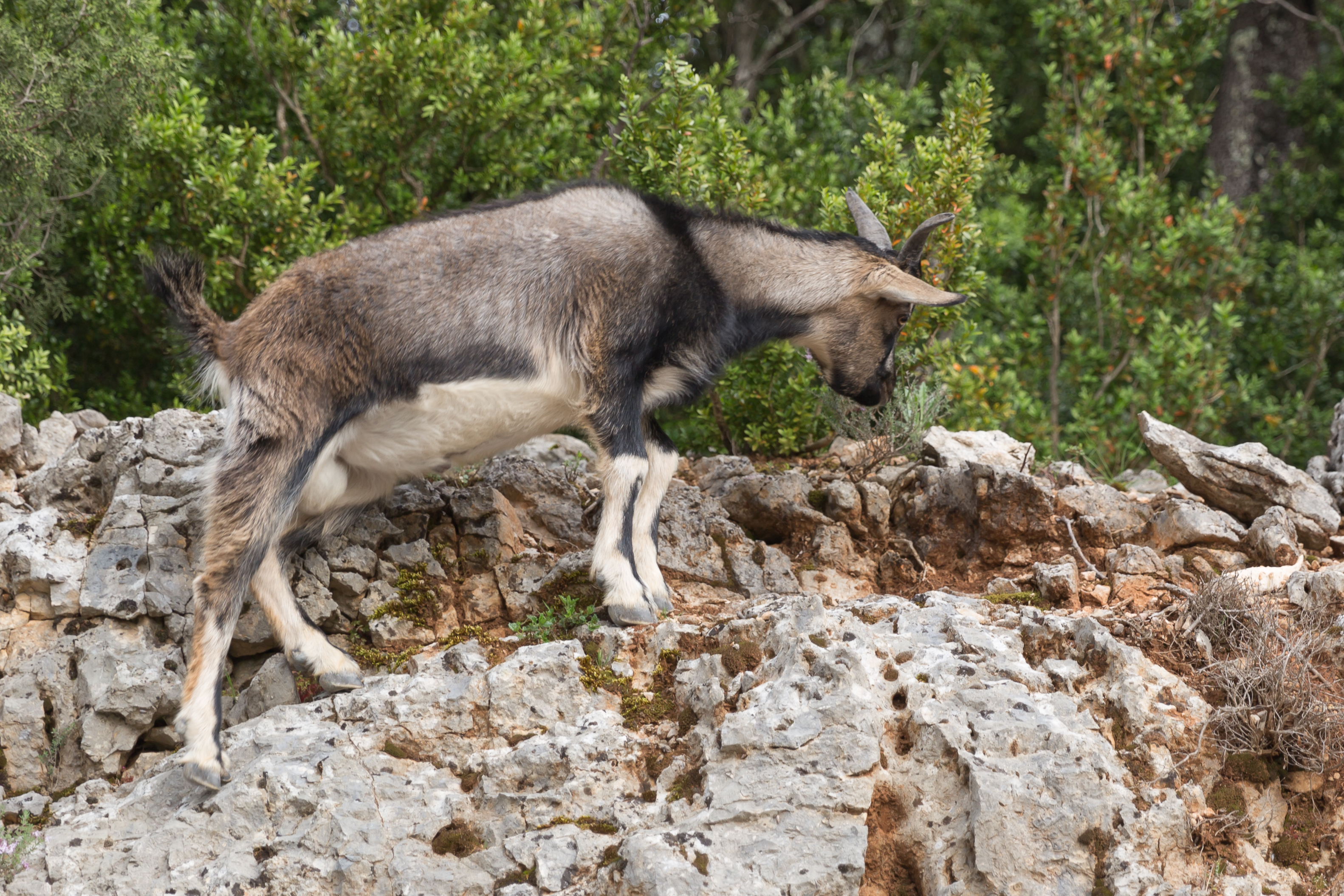

Socievole come tutti i suoi affini, vive in piccoli branchi da 10 a 20 individui e più, che sono guidati dai maschi più anziani, ricchi di esperienza. Anche i giovani si radunano in piccoli branchi, mentre i vecchi vengono scacciati dal consorzio dai maschi più robusti e più validi.
Nell'indole gli egagri ricordano gli stambecchi: corrono rapidi e sicuri nei passaggi difficili, e stanno a lungo a guardare senza vertigini i precipizi, ritti sull'estremo margine delle sporgenze delle rocce. Sono timidissimi, e sanno sfuggire alla maggior parte dei pericoli. I loro sensi sono perfettamente sviluppati: odorano da grande distanza e percepiscono anche i suoni più lievi. Si nutrono di erbe montane e delle foglie dei boschi alpini. Per tempo, al mattino, si recano, dal bosco dove hanno dormito, sulle vette; pascolano sul limite dei ghiacciai e tornano la sera al bosco.

## Riproduzione
L'accoppiamento avviene in novembre, e il parto in aprile. La femmina dà alla luce ordinariamente due piccoli, che già poche ore dopo la nascita sono in grado di reggersi sulle quattro zampe. Se addomesticato da giovane, l'egagro diventa mansueto, si avvezza presto ai nuovi compagni, se ne va al pascolo con i figli delle capre domestiche, ritorna la sera alla stalla e finisce per affezionarsi ai suoi affini domestici.